# Ignatz Stroof

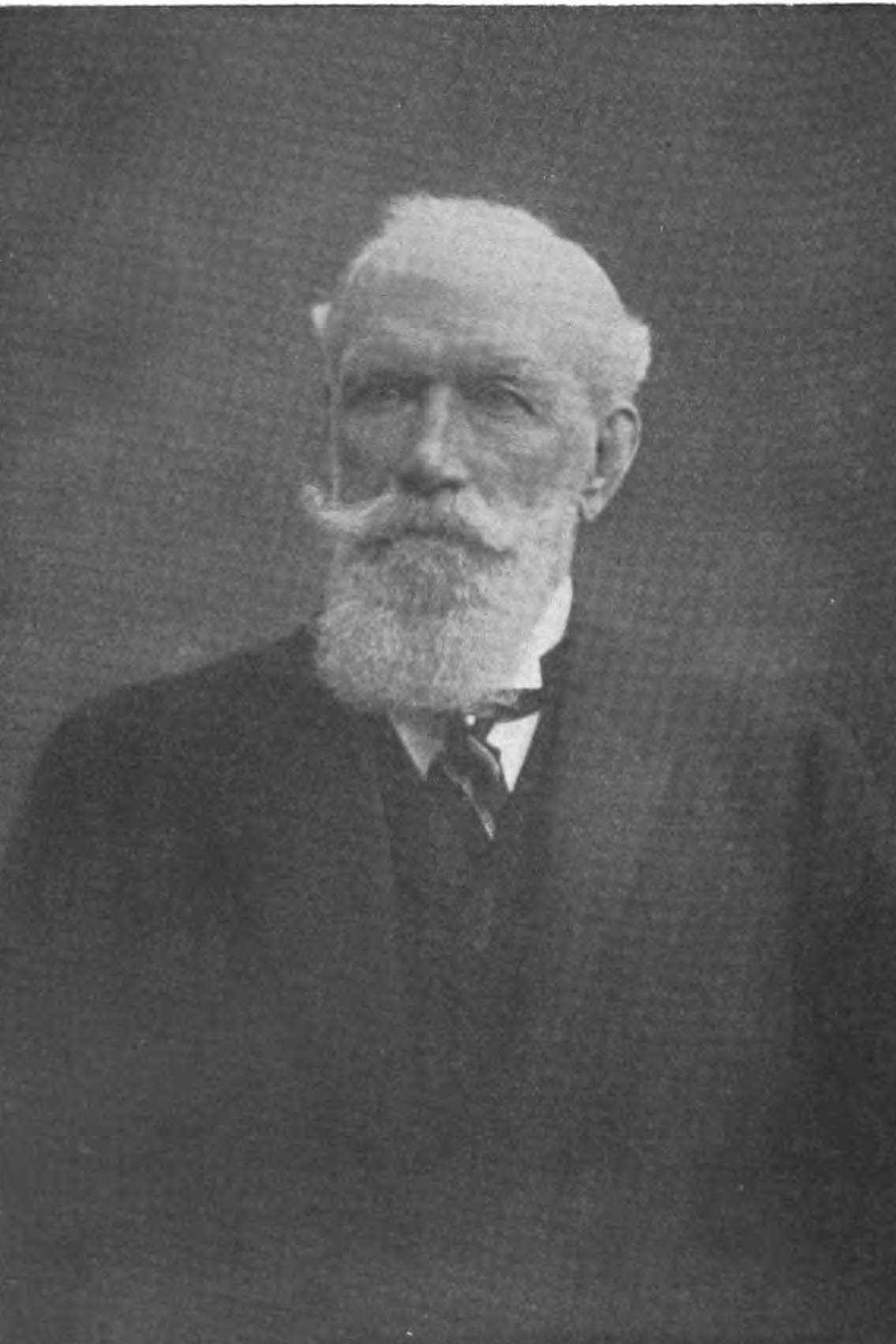
Bildnis von Ignatz Stroof zu seinem Nachruf in »Die chemische Industrie« 43.1920, S. 495–497

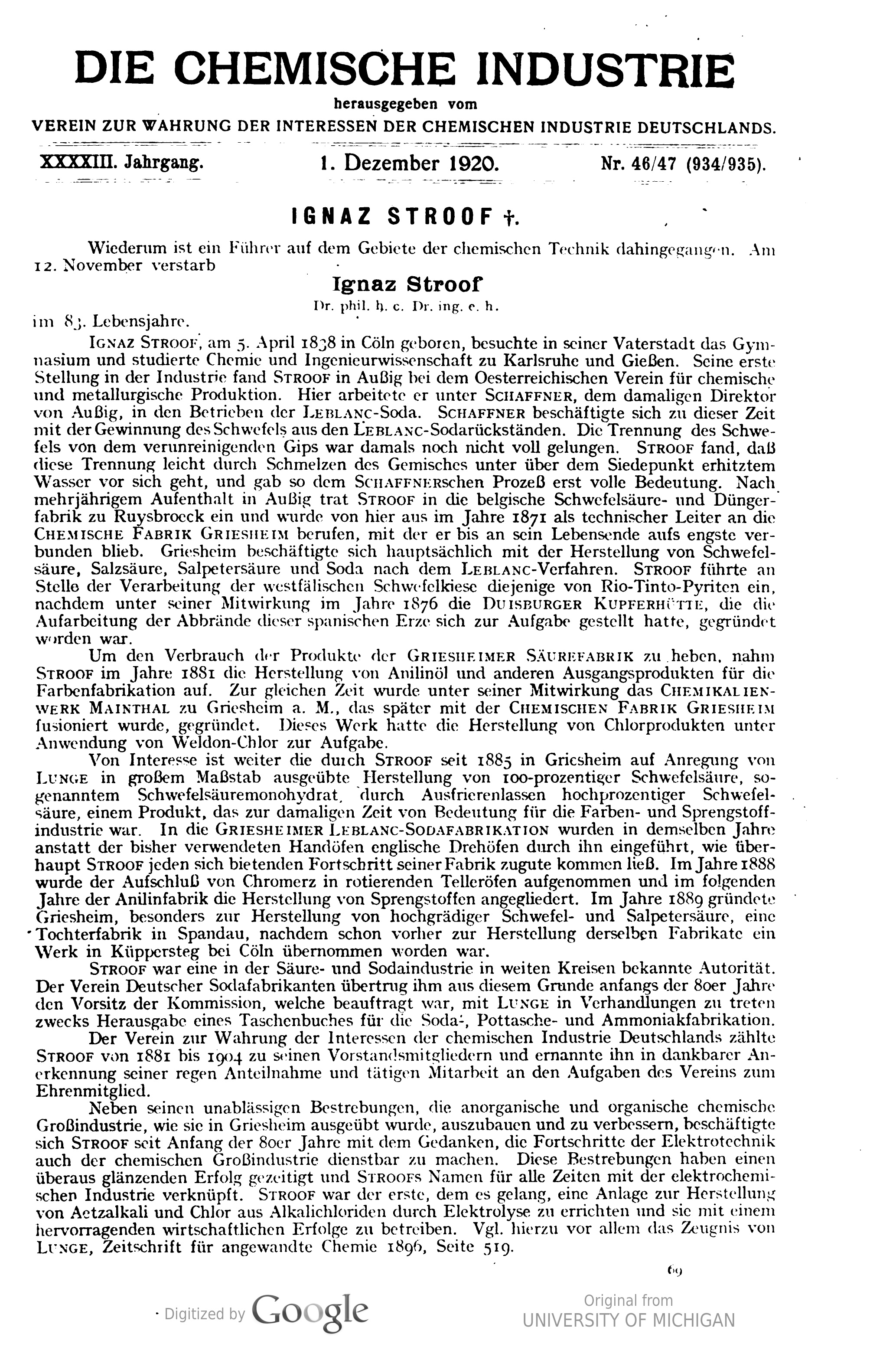
Seite 1 des Nachrufs auf Ignatz Stroof in »Die chemische Industrie« 43.1920, S. 495–497

Ignatz Stroof  (* 5. April 1838 in Köln; † 12. November 1920 in Griesheim am Main) war ein deutscher Chemiker und Industrieller.

## Ausbildung und beruflicher Werdegang
Nach Besuch des Gymnasiums in Köln studierte Stroof Chemie und Ingenieur-Wissenschaften in Karlsruhe und Gießen. Nach dem Studium nahm er eine Tätigkeit beim Österreichischen Verein für chemische und metallurgische Produktion im böhmischen Aussig auf und wurde nach einer kurzen beruflichen Zwischenstation in Belgien 1871 technischer Leiter der Chemischen Fabrik Griesheim (CFG) bei Frankfurt am Main.
1899 übernahm er das Amt eines Aufsichtsratsmitglieds bei der BASF in Ludwigshafen. 1901 wurde er Aufsichtsratsmitglied der Chemischen Fabrik Griesheim-Elektron AG (CFGE), die 1898 aus dem Zusammenschluss der CFG und der Chemischen Fabrik Elektron AG entstanden war. Weiterhin gehörte er auch viele Jahre dem Aufsichtsrat der „Ilse“ Bergbau-AG an.

## Tätigkeit bei der CFG
Unter Stroof errichtete die CFG in Griesheim 1881 eine Anlage zur Produktion von Nitroverbindungen. 1884 begann er mit Versuchen auf dem Gebiet der Chloralkalielektrolyse, wobei er auch als Konstrukteur tätig wurde. 1888 kam es in Griesheim zur Einrichtung einer Versuchsanlage. Stroof hatte wesentlichen Anteil an der Überführung von Elektrolyseverfahren in die chemische Industrie. 1893 siedelte die CFG einen Elektrolysebetrieb in Bitterfeld an, wo Walther Rathenau zeitgleich mit der Errichtung seiner Elektrochemischen Werke beschäftigt war.

## Tätigkeit in Vereinen und Verbänden
Stroof gehörte zu den Mitgründern des Vereins zur Wahrung der Interessen der Chemischen Industrie Deutschlands, deren Ehrenmitglied er 1904 wurde.

## Titel und Ehrungen
Stroof wurde von der Friedrich-Wilhelms-Universität Berlin mit der Ehrendoktorwürde des Dr. phil. h. c. und von der Technischen Hochschule Stuttgart mit der des Dr.-Ing. E. h. ausgezeichnet. 1911 erhielt Stroof die goldene Bunsen-Denkmünze der Bunsen-Gesellschaft für angewandte physikalische Chemie für seine Verdienste um die technische Elektrolyse der Chloralkalien und ihre Einführung in die chemische Großindustrie. In Bitterfeld und Frankfurt-Griesheim tragen Straßen seinen Namen.